# Ferrovia Arth-Rigi
La ferrovia Arth–Rigi è una linea ferroviaria turistica a scartamento normale e a cremagliera, che in origine univa la cittadina svizzera di Arth, posta in riva al Lago di Zugo, alla vetta del monte Rigi, toccando l'importante stazione ferroviaria di Arth-Goldau.
Attualmente è in servizio nella sola tratta Arth-Goldau–Rigi.

## Storia
La ferrovia Arth–Rigi nacque per iniziativa di alcuni cittadini di Arth, nel Canton Svitto, che temendo la deviazione del traffico turistico diretto alla cima del monte Rigi sulla nuova linea Vitznau–Rigi, che ne permetteva un facile accesso dal Canton Lucerna, richiesero ed ottennero dalle autorità cantonali, il 23 giugno 1870, l'autorizzazione a costruire sia la linea tra Rigi Staffelhöhe e Rigi Kulm che da Arth (via Oberarth) a Rigi Kulm. Ciò allo scopo di condizionare il proseguimento della linea proveniente da Vitznau alla realizzazione di quella da Arth-Goldau: era, infatti, stata contemporaneamente rifiutata alla Rigibahn-Gesellschaft (RB, dagli anni Settanta del XX secolo VRB) - concessionaria della linea Vitznau-Rigi Staffelhöhe - la concessione per la tratta.
Per l'esecuzione dei lavori venne incaricato lo stesso team della linea concorrente e a fine giugno 1873 iniziò l'esercizio della tratta Rigi Staffelhöhe-Rigi Kulm da parte della VRB. La concessione era, nel frattempo, passata dal comitato d'iniziativa alla società Arther-Rigibahn-Gesellschaft (ARB), fondata a inizio 1873, a cui la VRB pagava un pedaggio (variato nel corso degli anni dal 75 all'85% dei ricavi lordi della tratta). La tratta tra Arth e Rigi Staffel aprì il 4 giugno 1875; tra Rigi Staffel e Rigi Kulm venne costruito un binario parallelo a quello usato dalla linea di Vitznau.
Dal 1881, la tratta da Arth alla stazione di Arth-Goldau venne gestita separatamente dalla tratta di montagna a cremagliera, acquisendo il carattere di una tranvia interurbana.
La linea fu esercita a vapore fino al 1907, quando fu attivata l'elettrificazione, che permise di accorciare la durata del tragitto.
La tratta "tranviaria" Arth–Arth-Goldau fu chiusa al traffico il 1° settembre 1959 e sostituita con un'autolinea in quanto tecnicamente superata.
Sino al 1990 le due cremagliere del Rigi erano raccordate tra di loro solo tramite un ponte trasbordatore situato davanti al deposito di Rigi Kulm: il 12 luglio di quell'anno entrò in servizio un binario di raccordo a Rigi Staffel che permise di razionalizzare l'esercizio delle due linee.
Il 26 maggio 1992 la ARB si fuse con la VRB, cambiando ragione sociale in Rigi Bahnen AG.

## Caratteristiche
La ferrovia, a scartamento normale, è lunga 8,551 km, interamente a cremagliera tipo Riggenbach, ed è elettrificata a corrente continua con la tensione di 1500 V; la pendenza massima è del 200 per mille, il raggio minimo di curva è di 120 metri, la velocità massima ammessa di 21 km/h in salita e 17 in discesa. È a binario unico; tra Rigi Staffel e Rigi Kulm il binario della Vitznau-Rigi è parallelo a quello della Arth-Rigi.

### Percorso
| Unknown route-map component "exKBHFa" | Pier |  |

| Unknown route-map component "exHST" |

| Unknown route-map component "exHST" |

| Unknown route-map component "exHST" |

| Unknown route-map component "exBHF" |

| Unknown route-map component "exHST" |

| Unknown route-map component "exHST" |

| Unknown route-map component "exHST" |

| Unknown route-map component "exHST" |

|  | Unknown route-map component "exSTR" | Unknown route-map component "d" | Unknown route-map component "kSTRc2" | Unknown route-map component "kSTR3+l" | Unknown route-map component "dCONTfq" |

|  | Unknown route-map component "exSTR" | Unknown route-map component "d" | Unknown route-map component "kSTR+1" | Unknown route-map component "STR+l" | Unknown route-map component "dCONTfq" |

|  | Unknown route-map component "exSTR" | Unknown route-map component "d" | Straight track | Unknown route-map component "ABZg+l" | Unknown route-map component "dCONTfq" |

|  | Unknown route-map component "exSTR" + Unknown route-map component "ex-STRl" | Unknown route-map component "ex-KHSTeq" + Unknown route-map component "STR~L" | Unknown route-map component "STR~LR" | Unknown route-map component "STR~R" |

| Unknown route-map component "kSTRc2" | Unknown route-map component "xkKRZ3+lu" | + Unknown route-map component "hKBHFa" + Unknown route-map component "BS2c1" | Unknown route-map component "STR1h4h" + Unknown route-map component "KBHFeq" | Unknown route-map component "BS2c4" |

| Unknown route-map component "kSTR+1" | Unknown route-map component "exABZgl" | Unknown route-map component "ehKRZe" | Unknown route-map component "xABZq+l" | Unknown route-map component "KDSTeq" |

| Straight track | Unknown route-map component "exHST" | Straight track + Unknown route-map component "STRc2" | Unknown route-map component "eBHF3" |  |

| Unknown route-map component "CONTr+g" | Unknown route-map component "xABZg+l" | Unknown route-map component "STRr+1" + One way rightward | Unknown route-map component "STRc4" |  |

| Stop on track |

| Unknown route-map component "SKRZ-Ao" |

| Station on track |

| Station on track |

| Station on track |

| Stop on track |

| Unknown route-map component "v-STR" | Unknown route-map component "vSTR+l-" | Unknown route-map component "dCONTfq" |  |

| Unknown route-map component "vBHF" |  | Unknown route-map component "d" |

| Unknown route-map component "vKBHFe" | Unknown route-map component "d" |  |

La linea per la Rigi parte dal 1897 da un capolinea situato al di sopra dei binari della ferrovia del Gottardo, nei pressi della stazione di Arth-Goldau, classificato dal 2004 come bene culturale di importanza nazionale. Chiuso nel 2010 per lavori di restauro, il capolinea ha riaperto nel 2017. Nei pressi della stazione si trova dal 1882 il deposito-officina della linea (in precedenza situato ad Oberarth).
Dal capolinea la ferrovia supera l'autostrada A4 e risale la montagna fino a Rigi Kulm; a Kräbel si trova la stazione inferiore per la funivia che porta a Rigi Scheidegg.

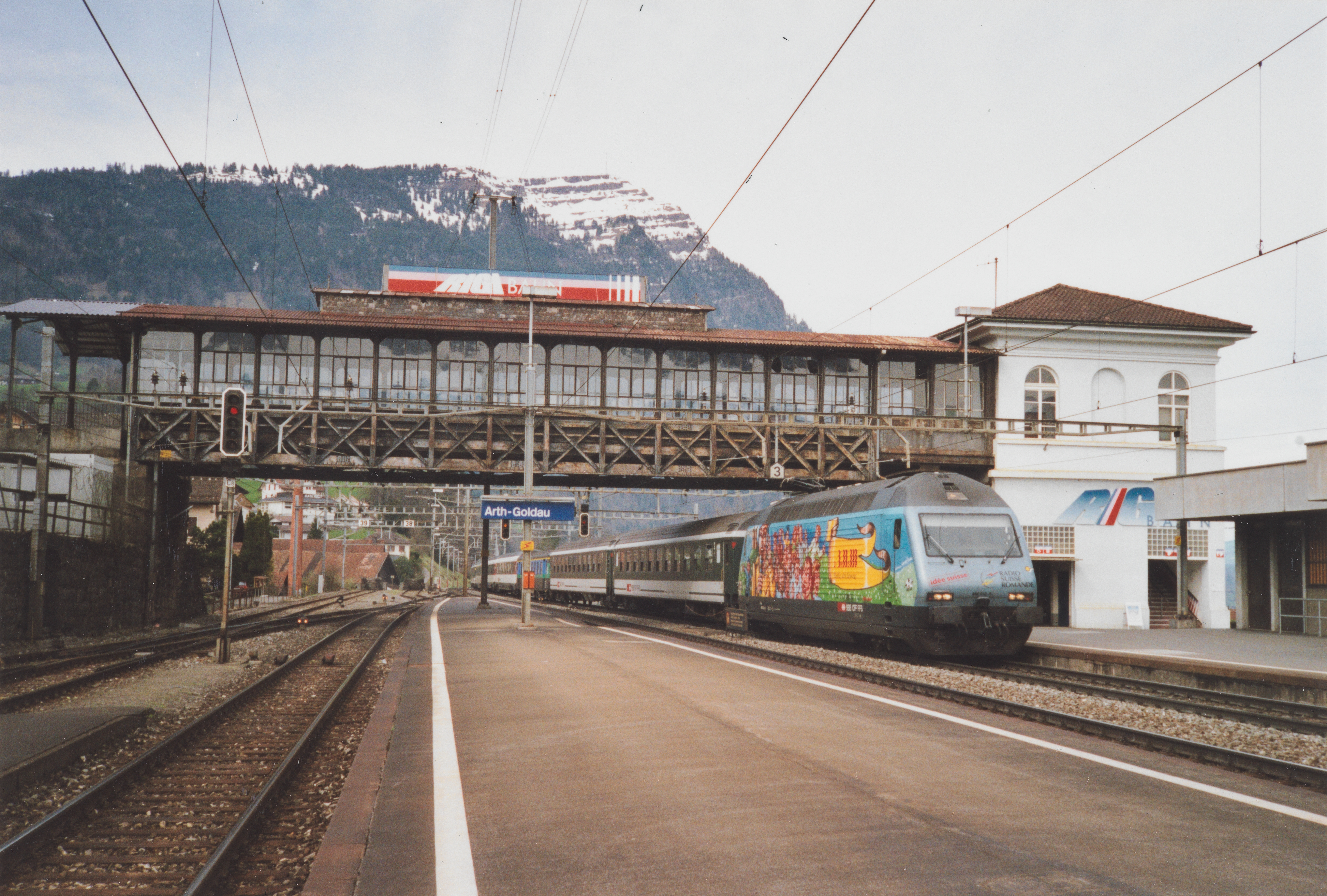
Il capolinea di Arth-Goldau della Arth-Rigi-Bahn; sotto di esso un convoglio trainato da una locomotiva Re 460

## Materiale rotabile

### Materiale motore - prospetto di sintesi
| Tipo                   | Unità          | Anno di costruzione | Costruttore                                | Note                                                                        |
| ---------------------- | -------------- | ------------------- | ------------------------------------------ | --------------------------------------------------------------------------- |
| Locomotive a vapore    | H 1÷5          | 1875                | Internationale Bergbahn-Gesellschaft Aarau | 2 ceduta nel 1908 alla VRB, le altre accantonate tra 1909 e 1923            |
| Locomotiva a vapore    | H 6            | 1899                | SLM                                        | accantonata nel 1945                                                        |
| Locomotiva a vapore    | E 3/3 1        | 1874                | SLM                                        | ad aderenza normale, rinumerata 11 nel 1893, ceduta nel 1907 alla TSB       |
| Automotrici elettriche | CFe 2/2 1÷2    | 1906                | MAN-Wüst                                   | ad aderenza normale, accantonate tra 1959 e 1966                            |
| Automotrici elettriche | BCeh 2/4 3÷5   | 1907                | Rastatt-Wüst                               | accantonate tra 1966 e 1975                                                 |
| Automotrice elettrica  | BCFhe 2/3 6    | 1911                | SWS-MFO-SLM                                | Rotabile storico (automotrice elettrica a cremagliera più antica del mondo) |
| Automotrice elettrica  | BDhe 2/4 7     | 1925                | SIG-SLM-MFO                                | Rotabile storico                                                            |
| Automotrici elettriche | BDhe 2/4 11÷12 | 1949                | SLM-SAAS                                   | Automotrice n° 11 ammodernata nel 1992; n° 12 rotabile storico dal 2022     |
| Automotrice elettrica  | BDhe 2/4 13    | 1954                | SLM-SAAS                                   | [ 16 ]                                                                      |
| Automotrice elettrica  | BDhe 2/4 14    | 1967                | SLM-SAAS                                   | [ 17 ]                                                                      |
| Automotrice elettrica  | BDhe 4/4 15    | 1982                | SLM-BBC                                    | Analoga alle automotrici BDhe 4/4 21÷22 della Vitznau-Rigi-Bahn             |
| Locomotiva elettrica   | He 2/3 8       | 1930                | SLM-MFO                                    | Con fresa spazzaneve ad una estremità                                       |